# Storia di Tocco da Casauria

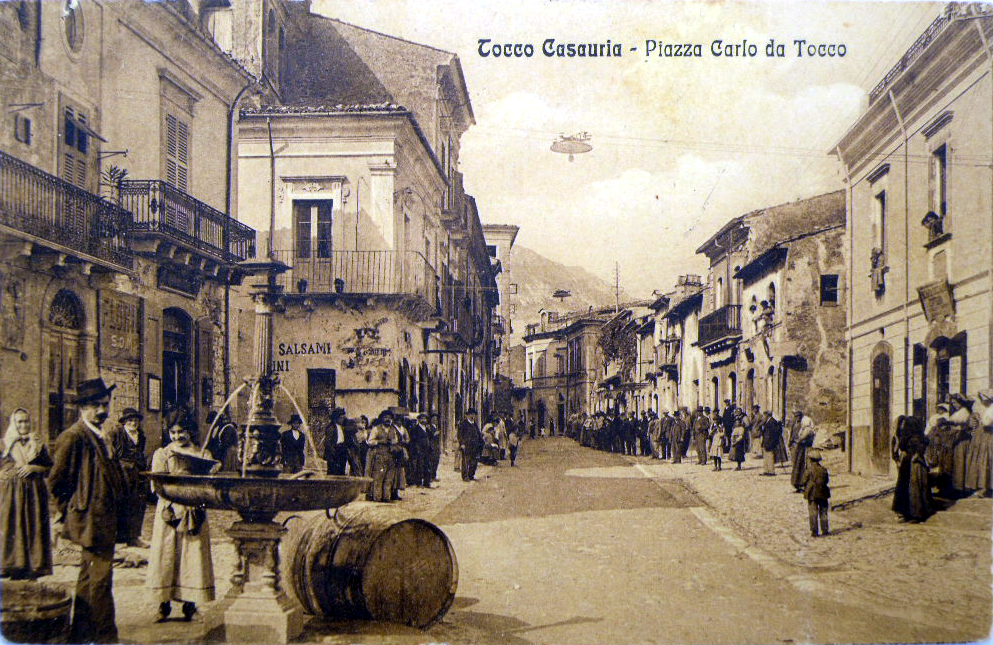
Via Municipio, foto storica

La storia di Tocco da Casauria trae le sue origini nella fondazione del primo nucleo abitativo di Interpromium in età antica. Dopo la scomparsa di tale insediamento in età medievale, in una zona poco distante da esso si andò formando l'attuale centro abitato di Tocco, sviluppandosi intorno ai due edifici cittadini più importanti (Castello Caracciolo e chiesa di Sant'Eustachio Martire) in seguito ad un susseguirsi di rivalità tra l'Abbazia di San Clemente a Casauria, a cui i territori di Tocco spettavano de jure, e dei signori di origine germanica che tentarono di usurparglieli con la forza.

## Età antica

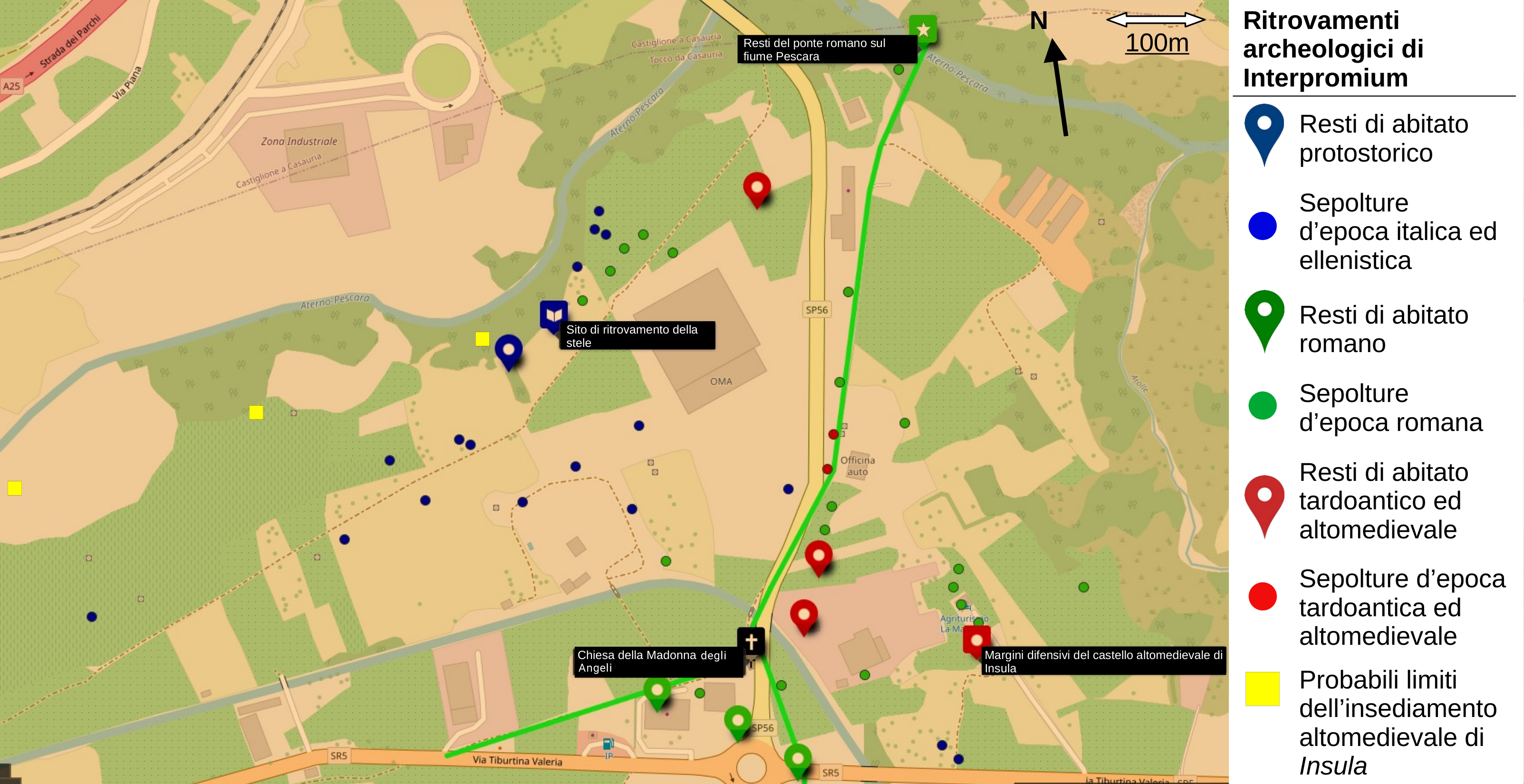
Il pianoro dov'è oggi la chiesa della Madonna degli Angeli, tra il fiume Pescara e l'incrocio che connette la SP 56 (diretta verso l'Abbazia di San Clemente a Casauria e Torre de' Passeri) alla SS 5 che ricalca l'antica Via Tiburtina Valeria, è il luogo dove sorgeva l'insediamento di Interpromium sul quale sono stati ritrovati numerosi reperti archeologici risalenti a diverse epoche: protostorica, italica/ellenistica, romana ed altomedievale

Sebbene Tocco sia di fondazione medioevale, nel suo territorio in età antica era già presente un insediamento (pagus) chiamato Interpromium. La sua collocazione non era nei pressi dell'attuale centro abitato di Tocco (posto su una zona rialzata), bensì sul fondovalle dove passava la Via Tiburtina Valeria (oggi ricalcata dalla strada statale 5) nei pressi del pianoro dov'è oggi la chiesa della Madonna degli Angeli; l'antico 'insediamento distava a circa 25,5 Km da Corfinium. Non è stato ancora stabilito con assoluta certezza quale fu il popolo italico ad abitarvi, se i marrucini o i peligni, tuttavia gli storici ritengono più probabile i peligni. Riguardo la sua distruzione si ritiene sia stata causata da calamità naturali come terremoti o alluvioni, tuttavia la zona dell'antico insediamento fu continuata ad essere abitata fino al primo medioevo.

## Età medioevale

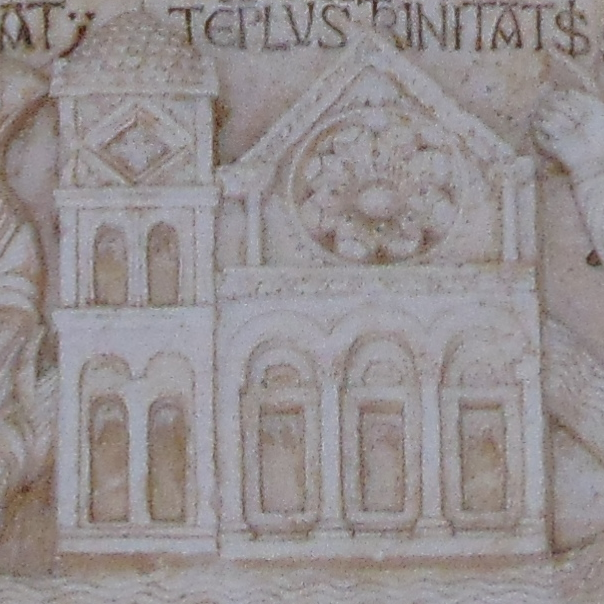
Raffigurazione dell'Abbazia di San Clemente a Casauria altomedievale

Il documento più importante sulla Tocco medioevale è il Chronicon Casauriense redatto dai monaci dell'Abbazia di San Clemente a Casauria, il quale cita Tocco per la prima volta nell'872 come curtis che fu comprata dal primo abate di San Clemente, chiamato Romano, facendo quindi rientrare tale curtis sotto la giurisdizione dell'Abbazia. Sempre dal Chronicon si apprende che l'economia della curtis di Tocco era prevalentemente agricola e tale insediamento nel IX secolo iniziò ad acquisire sempre più rilevanza rispetto agli insediamenti di fondovalle (compreso quello che aveva continuità con l'antica Interpromium).
La nascita del paese di Tocco è legata al processo di incastellamento medioevale con cui signori locali ed ecclesiastici cercavano di ottenere maggiore potere e controllo dei territori, il territorio di Tocco in particolare era oggetto di contese tra signori rurali locali di origine germanica e la vicina Abbazia di San Clemente a Casauria in cui quest'ultima si vedeva vittima di nu
merose usurpazioni territoriali. Questa contesa portò alla fondazione di diversi castelli nella zona usati per affermare il potere sui vari territori.
Quando nella prima metà del X secolo l'Abbazia di San Clemente venne distrutta da un'incursione saracena, vi fu un franco chiamato Lupo, figlio di un ufficiale dell'imperatore Ottone III di Sassonia chiamato Ludegerio, che usurpò due insediamenti non fortificati (villae) nella zona di Cantalupo dove erano presenti miniere di bitume, all'epoca possedimento dell'Abbazia, e nel 969 ci fece costruire un castello (castrum).
Nel 1016 Alberico, figlio di Lupo, usurpò l'insediamento abitativo di Fara Inter Montes (situato sul fondo della Val Pescara) all'Abbazia, edificando anche qui un castrum. Nello stesso anno egli, dopo aver imposto la propria autorità con la forza agli abitanti del posto, costruì anche un castello nella zona dell'attuale centro abitato di Tocco. L'Abate di San Clemente Adamo II reagì nel 1019 con un'azione militare di fanti e cavalieri con cui espugnò il castello di Tocco che venne distrutto dopo essere stato dato alle fiamme. Difatti in seguito all'evento, nello stesso anno sul Chronicon Casauriense si parlò di Tocco come di una semplice villae (insediamento non fortificato) e non più come castrum.

Parte del territorio di Tocco venne poi ceduto dall'Abbazia, a Gerardo, figlio di Alberico e signore della vicina Popoli, fino alla terza generazione in cambio di un canone. Ma il conflitto tra l'Abbazia e gli eredi di Alberico proseguì e nel 1024 l'abate di San Clemente, Guido, si lamentò con una lettera all'imperatore dell'avvenuta usurpazione della curtis di Tocco ai danni dall'Abbazia. Tra il 1025 e il 1026 l'Abbazia riuscì a rimpossessarsi di diversi territori nella zona di Tocco, tuttavia il possesso della curtis vera e propria rimase agli eredi di Alberico (Gerardo e Teodino), i quali la fortificarono nuovamente in castrum. Nel 1056 anche il territorio di Cantalupo ritornò sotto il controllo dell'Abbazia.
Nel 1140 il territorio di Tocco divenne parte della contea di Manoppello e dal XIII secolo si andò sviluppando in muratura il centro urbano intorno ai due edifici più importanti dell'insediamento in quel periodo, la chiesa di Sant'Eustachio Martire (la cui esistenza era già riportata sul Chronicon Casauriense in data 1º luglio 1169) e il castello (ricostruito per volere di Federico II di Svevia).
Nel 1317 venne costruita in paese la chiesa di San Francesco (oggi chiesa di San Domenico) e vi si stabilirono i frati minori conventuali assieme al terzo ordine regolare di San Francesco.
Il 9 settembre 1349 vi fu il terremoto dell'Appennino centro-meridionale causò danni gravi all'abitato ed uccise molti abitanti.
Nella seconda metà del XIII secolo la Contea di Manoppello, di cui faceva parte Tocco, fu frammentata tra vari feudatari ed il controllo di Tocco andò a Matteo de Plexiaco, signore di Manoppello e Pescosansonesco.

## Età moderna
Il terremoto dell'Italia centro-meridionale del 5 dicembre 1456 fece a Tocco circa 350 morti e rase al suolo gran parte del paese.
Durante la prima guerra italiana (1494-1495) Carlo VIII di Francia passò in Abruzzo nella sua discesa in Italia contro gli aragonesi ed al suo passaggio varie città abbandonarono la loro fedeltà agli aragonesi per schierarsi con i francesi, tra esse vi fu Tocco.
Il 15 dicembre 1578 i frati domenicani si insediarono ufficialmente a Tocco nel convento, oggi non più esistente, di Santa Maria della Pace.
I documenti testimoniano che nel 1550 ad essere signore di Tocco era il nobile Camillo Caracciolo ma il controllo del paese passò, nel 1585, a Ferrante d'Afflitto, conte di Loreto Aprutino. Ferrante d'Afflitto durante il '600 realizzò varie opere importanti in paese, come la costruzione di convento e chiesa di Sant'Antonio da Padova per i frati cappuccini ed i restauri della chiesa della Madonna delle Grazie e della chiesa di Sant'Eustachio Martire. Successivamente, sempre durante il '600, il controllo di Tocco cambiò nuovamente, stavolta dai d'Afflitto alla famiglia Pinelli che governò il paese per secoli fino all'Unità d'Italia.
Durante'epidemia di peste del 1656 il parroco del paese Don Gualtieri Mattucci registrò i morti giorno per giorno cominciando il 1º agosto 1656 e terminando il 1º gennaio 1657, giorno in cui annotò la fine del contagio. La peste del 1656 uccise a Tocco 590 persone in una popolazione di circa 1300-1500 abitanti.
Il 3 novembre 1706, un terremoto nella zona della maiella distrusse gran parte del centro abitato ed uccise circa un centinaio di persone in paese. Tra gli edifici rimasti totalmente distrutti ci furono il Palazzo Ducale e la maggior parte delle chiese del paese. Oltre ai danni agli edifici, il terremoto fu anche la causa di smottamenti dei terreni del paese che causarono un momentaneo arresto dell'agricoltura a Tocco. La ricostruzione del paese durò circa un trentennio.
Durante gli anni '30 del Settecento a governare Tocco era il Duca Francesco Pinelli che per via del suo modo di comportandosi dispotico veniva malvisto dal popolo, dal clero e dalla nobiltà locale. Dei cittadini toccolani quindi scrissero un memoriale contro di lui al tribunale di Chieti, il quale sentenziò il 23 giugno 1737, con un decreto del re Carlo III di Spagna, l'allontanamento di Francesco da Tocco. In seguito gli fu ordinato anche di presentarsi al Gran Tribunale di Napoli, il quale confermò la sentenza precedente. Ma il Duca, dopo tante pressioni, riuscì nel 1739 a ottenere di tornare a governare Tocco per poi vendicarsi contro quelli che lo accusarono.
Sul finire del secolo, tra 1794 e 1795 ci fu in paese una grossa epidemia di vaiolo che uccise un centinaio di persone.

## Età contemporanea

### Ottocento

#### Invasione napoleonica ed epidemia di colera

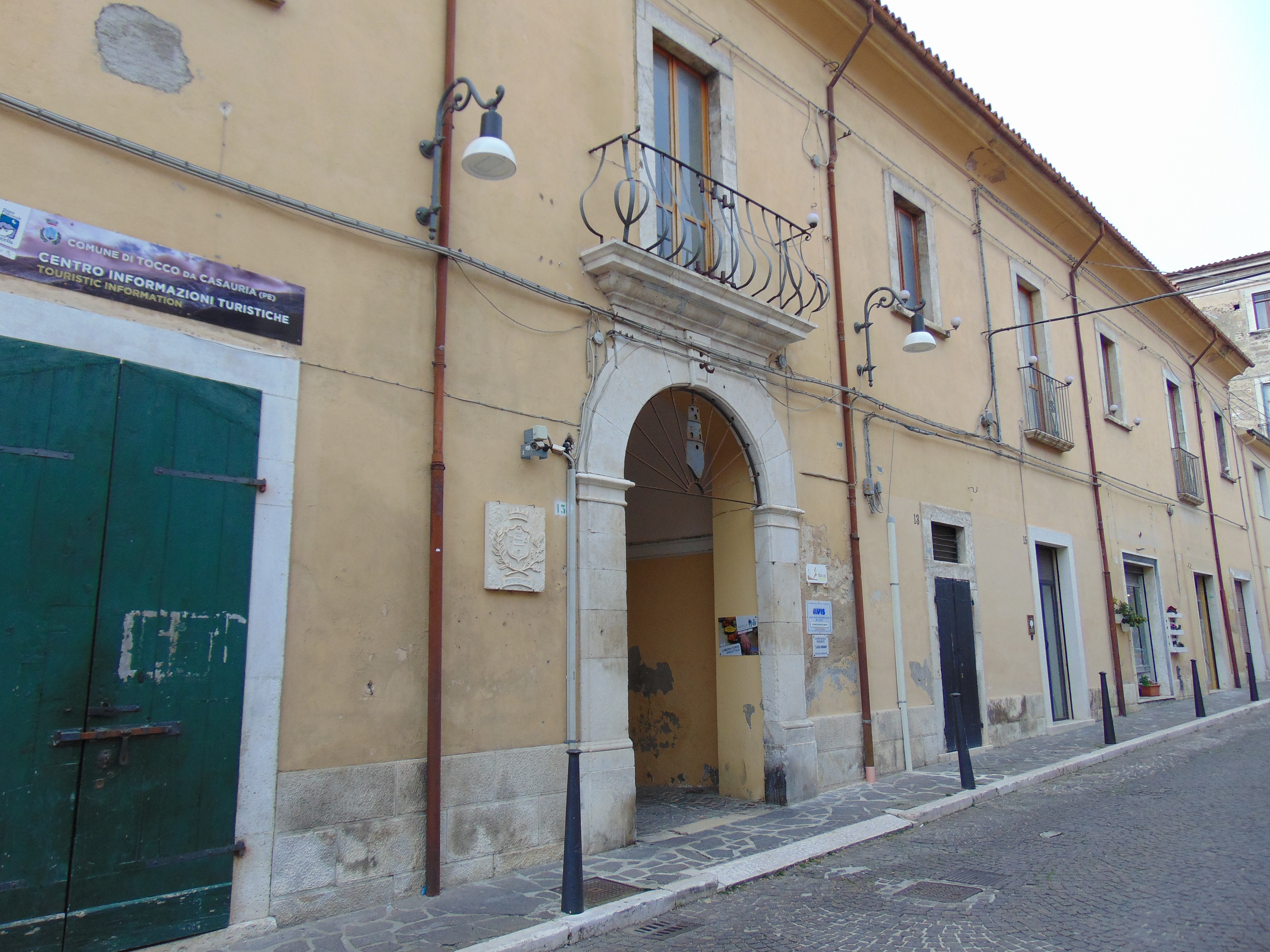
L'ex convento domenicano è rimasto sede del municipio fino al terremoto del 2009 che lo ha reso inagibile

In seguito all'invasione francese di Napoli del 1806, con la vittoria francese fu fondato un omonimo regno napoleonico e Tocco rientrò nel distretto di Chieti. In seguito alla conquista francese vi furono le soppressioni napoleoniche degli ordini religiosi. Anche a Tocco furono chiusi i conventi e quello dei domenicani fu inizialmente usato come caserma militare per la gendarmeria, ma con un decreto del 29 dicembre 1814 la proprietà dell'ex convento fu ceduta al Comune di Tocco che lo usò per mettervi i propri uffici. Anche dopo la successiva ritirata francese l'ex convento restò proprietà del Comune e non tornò alla sua vecchia funzione religiosa.

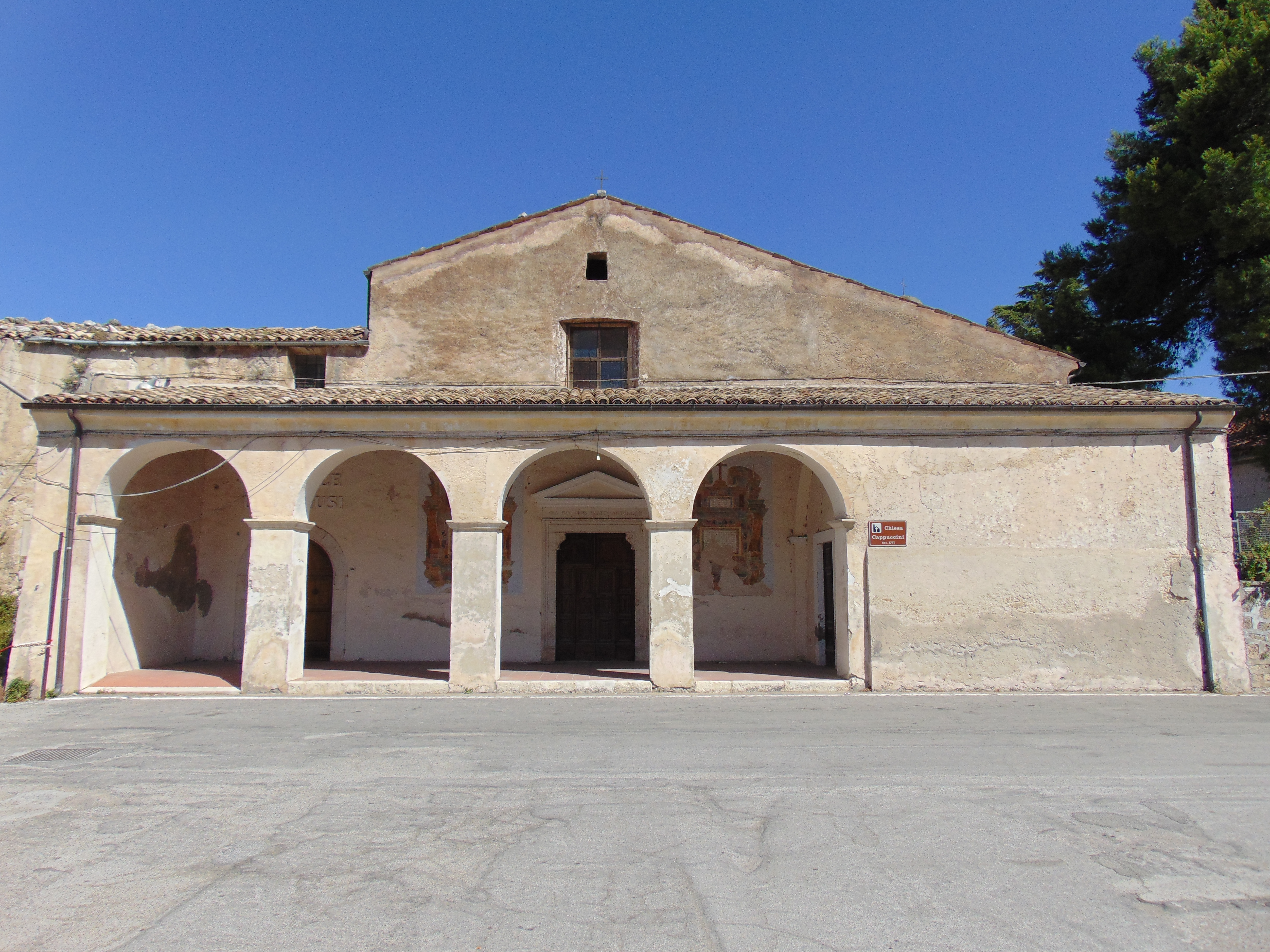
Convento dei cappuccini

Tra 1834 e 1836 nel Regno di Napoli si diffuse un'epidemia di colera ed a Tocco la commissione sanitaria prese delle precauzioni al riguardo, furono disinfettare case e locali con la calce e vennero istituiti posti di blocco all'interno del paese. Per ordine dell'intendente dell'Abruzzo Citra con una lettera dell'8 settembre 1836, il convento dei cappuccini fu adibito ad ospedale per i malati di colera. Il farmacista Beniamino Toro, originario di Cansano, si trasferì a Tocco agli inizi dell'Ottocento e nel 1817 cominciò l’attività di produzione del liquore centerbe nella sua farmacia toccolana. La popolarità del liquore crebbe proprio durante quest'epidemia di Colera in quanto veniva usato come disinfettante e rimedio per la nausea.

#### Quarantotto
Negli anni che precedettero il quarantotto si intensificarono i rapporti culturali tra Tocco e Chieti per via dei toccolani che aderirono ai circoli politici e culturali teatini.
Il 23 marzo 1848 scoppiò la prima guerra d'indipendenza italiana tra il Regno di Sardegna e l'Impero austriaco. In aiuto del Regno di Sardegna anche altri stati italiani inviarono contingenti di truppe e tra essi c'era il Regno delle Due Sicilie, di cui Tocco faceva parte. Le truppe borboniche in viaggio per il nord Italia fecero tappa a Tocco in un clima cittadino festoso dove vennero esposti tricolori.
Il 15 marzo 1848 scoppiarono dei tumulti a Napoli e qualche giorno prima, il 7 maggio, in Abruzzo ci furono violenti scontri a Pratola Peligna tra il popolo e la guardia nazionale. Le notizie delle sommosse arrivarono fino a Tocco ed un gruppo di contadini toccolani pianificò un'insurrezione in paese per il 20 marzo durante la festa del santo patrono. Ma Domenico Stromei, noto poeta del paese, dopo essere venuto a conoscenza di ciò avvertì i signori di Tocco, i quali fecero arrivare la gendarmeria in paese. La mattina del 20 marzo entrarono a Tocco una ventina di gendarmi a cavallo e quando la processione per la celebrazione di Sant'Eustachio raggiunse il Palazzo Ducale (il castello), arrivò un gruppo di popolani armati pronti a scatenare la rivolta, ma la folla che si trovava già lì per la processione non si schierò con loro ed anzi gli inveì contro. I sobillatori, quindi, si ritirarono e non ci furono scontri.
In seguito alle varie rivolte nel Regno arrivò la repressione dello stato e nel maggio 1849, un anno dopo la mancata rivolta a Tocco, arrivarono in paese le truppe borboniche per perquisire abitazione e bottega dello Stromei nonostante l'anno precedente avesse avvisato le autorità della rivolta pianificata dai contadini. Gli furono sequestrate tutte le lettere di cui era in possesso ma non fu arrestato. Negli anni seguenti vi furono a Tocco altre perquisizioni di case per motivi politici e 3 cittadini furono arrestati.

#### Unità d'Italia e periodo post-unitario
Nel 1860, durante la Spedizione dei Mille, a Tocco scoppiarono tumulti e il sindaco fece quindi richiesta alle autorità regie di mandare a Tocco un distaccamento di truppe di gendarmeria da Chieti per mantenere l'ordine. Quando Vittorio Emanuele II di Savoia entrò nel territorio del Regno delle Due Sicilie per incontrare Garibaldi in Campania, passò per l'Abruzzo e il 19 ottobre, partendo da Chieti diretto verso Popoli, passò sul territorio di Tocco nella frazione dei Francoli lungo la Via Tiburtina Valeria dove fu acclamato da una folla festante.
Dopo la Proclamazione del Regno d'Italia del 1861 si presentò il problema di dover dare una denominazione al Comune di Tocco per distinguerlo da un omonimo comune in Provincia di Benevento. In una seduta del Consiglio Comunale del 26 novembre 1862 se ne discusse. Furono proposti come nome "Tocco di Abruzzo" approvato da 6 voti contro 1 e "Tocco Tremonti" proposto dal consigliere che votò contro l'altra proposta, non si arrivò quindi a una decisione unanime. Alla fine la scelta per la decisione sul nuovo nome fu affidata al Prefetto che stabilì il nome di "Tocco Casauria" per la vicinanza storica e geografica all'Abbazia di San Clemente a Casauria, decisione definitivamente ufficializzata con un Regio Decreto del gennaio 1863.
In seguito all'Unità d'Italia ci fu un contenzioso tra il comune di Tocco e quello di Salle che reclamavano entrambi il possesso di una zona di territorio tra i due comuni, lo "Stazzo di Carnevale", un pianoro con una neviera che veniva utilizzato sia per l'agricoltura che per il pascolo. Nel 1864 le autorità stabilirono che il possesso di tale zona era del comune di Salle.
Dopo l'Unità d'Italia cominciò il fenomeno del brigantaggio postunitario che coinvolse anche il territorio di Tocco, a testimonianza di ciò vi è il saggio Il Bel Paese scritto del geologo Antonio Stoppani che visitò Tocco nel 1876 e descrisse sul suo libro la paura che si provava nella zona per via della presenza dei briganti che effettuavano incursioni in paese.
Nel 1863 a Tocco si fece uso del primo pozzo di petrolio perforato con mezzi meccanici in Italia (e tra i primi in Europa). Ciò fu opera degli industriali Maurizio Laschi di Vicenza e Carlo Ribighini di Ancona, pionieri dell'estrazione meccanica del petrolio.

Palazzo Toro

Verso la metà dell'Ottocento Beniamino Toro cominciò a far costruire in paese un palazzo con lo scopo di utilizzarlo come abitazione e stabilimento di fabbricazione del centerbe e fu completato nel 1870. Sempre in quell'anno fu fondata a Tocco una delle prime società operaie di mutuo soccorso abruzzesi.
Il 1º marzo 1873 fu inaugurato il tratto ferroviario Pescara-Popoli della ferroviaria Roma-Sulmona-Pescara. Tale linea ferroviaria passava anche sul territorio del comune di Tocco e già dal 1871 (da prima dell'inaugurazione della ferrovia stessa) il comune faceva pressioni per la costruzione di una stazione per servire il paese. Essa fu costruita solo decenni dopo insieme a un ponte sul fiume Pescara per raggiungerla e venne inaugurata il 17 ottobre 1894.

### Novecento
Nel 1910 furono messi in opera i primi impianti di turbine per la produzione di elettricità nella centrale idroelettrica di Tocco sul 1º salto del fiume Pescara.
Il 13 gennaio 1915 il terremoto della Marsica causò gravi danni anche a Tocco. Vi furono diversi crolli, molti edifici religiosi subirono danni e in particolare la sagrestia della chiesa di Sant'Eustachio Martire andò distrutta, anche il Palazzo Ducale subì importanti crolli.

#### Fascismo

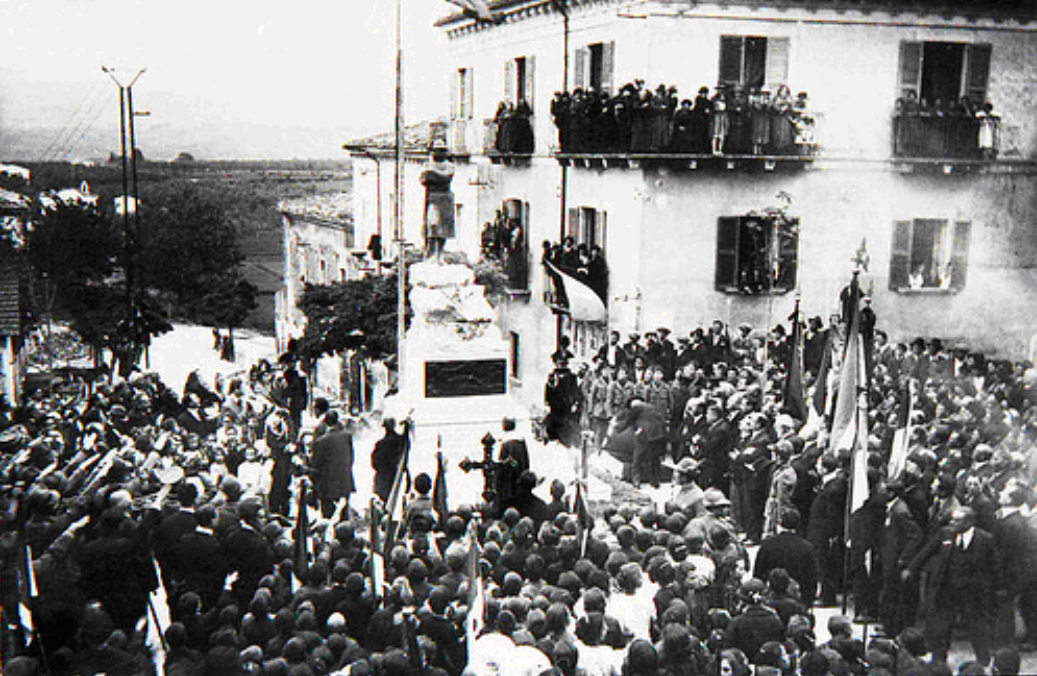
Inaugurazione del monumento ai caduti, 20 maggio 1923

Il fascismo prese piede in paese da prima della marcia su Roma e il fenomeno dello squadrismo contro gli antifascisti coinvolse con alcuni episodi anche Tocco.
Durante il periodo del regime fascista il centro urbano di Tocco si andò particolarmente sviluppando nella zona di Via Roma. In paese furono costruite opere pubbliche e ci furono vari restauri di chiese e aree pubbliche. Fu inoltre costruito il primo edificio scolastico del paese, il cui progetto fu iniziato nel 1926 con l'acquisto da parte del Comune di terreni privati nella zona dell'attuale Piazza Domenico Stromei in vista di una futura edificazione della scuola che venne iniziata nel 1935. Nel 1923 venne messo e inaugurato il monumento ai caduti, opera di Torquato Tamagnini.
Tra il 1925 e il 1926 furono emanate le leggi fascistissime che, tra le varie cose, prevedevano che le funzioni svolte in precedenza dal sindaco, dalla giunta comunale e dal consiglio comunale, fossero trasferite ad un podestà nominato dal governo tramite regio decreto e il 22 aprile 1927 avvenne a Tocco l'insediamento del primo podestà Giorgio Ventura.
Il 2 gennaio 1927 fu istituita la Provincia di Pescara che inglobò anche il Comune di Tocco da Casauria, precedentemente appartenuto alla Provincia di Chieti.
Il terremoto della Maiella del 1933 colpì Tocco con intensità di VIII della scala Mercalli causando alcuni feriti tra la popolazione ma nessun morto. Le abitazioni che subirono danni furono censite in: 38 quelle danneggiate irreparabilmente, 58 quelle gravemente e 517 quelle lievemente; in totale i danni stimati alle abitazioni private ammontarono a 344.067 lire.

#### Seconda guerra mondiale
Durante la seconda guerra mondiale, in seguito agli eventi dell'8 settembre '43 i tedeschi si stabilirono sulla Linea Gustav. Tocco, trovandosi a nord della Linea, fu occupato e i tedeschi si stabilirono in vari edifici pubblici e privati del paese. Dopo l'occupazione anche Tocco fu coinvolta nei bombardamenti alleati, in un'occasione venne bombardata la centrale idroelettrica del paese, mentre in un'altra occasione, la mattina del 25 gennaio 1944 intorno alle 9:30, un singolo aereo dell'aviazione inglese bombardò il centro abitato di Tocco causando morti civili e danni a degli edifici.
L'8 giugno 1944, la sera prima di ritirarsi da Tocco, intorno alle ore 20 i tedeschi fecero saltare un deposito di bombe e munizioni vicino la stazione ferroviaria del paese. Il giorno seguente lasciarono Tocco alle ore 15 partendo verso l'Aquila, il 10 giugno le truppe alleate entrarono in paese. In seguito all'arrivo degli alleati, nel periodo costituzionale transitorio i partiti scelsero come sindaco Beniamino Toro (il quale svolse precedentemente in paese il ruolo di podestà dal '29 al '43), che amministrò dall'8 luglio '43 al 2 settembre 1944, fu in seguito sostituito da Emilio di Donato fino al 26 marzo '46. Alle prime elezioni amministrative democratiche del secondo dopoguerra vinse a Tocco la Democrazia Cristiana col suo candidato sindaco Vittorio D'Angelo.

#### Seconda metà del Novecento
Nel 1954 la casa natale di Francesco Paolo Michetti, famoso artista toccolano, fu trasformata in una casa museo.
Nel 1960 Tocco subì importanti cambiamenti nel suo centro abitato. Per via di un'ordinanza del Genio Civile furono abbattute varie case storiche sulla salita di Porta del Borgo verso il Colle insieme alla chiesa del Monte dei Morti, in quanto risultavano essere edifici ancora pericolanti dal terremoto della Maiella del 1933 che li ha danneggiati. Sempre in zona Porta del Borgo fu abbattuta la fontana con l'obelisco dedicato a Giordano Bruno, mentre nell'attuale Via Santa Liberata fu demolita la chiesa di Santa Liberata.
Il 7 maggio 1984 vi fu il terremoto dell'Italia centro-meridionale che colpì Tocco con intensità di VI sulla scala Mercalli, vi furono 2 ordinanze di sgombero ed alcuni edifici religiosi furono dichiarati inagibili.
Nel 1992 nacque il parco eolico del paese con 2 aerogeneratori da 200 kW, che verrà successivamente potenziato fino ad arrivare a una potenza complessiva di 4 MW nel 2009.

### XXI secolo

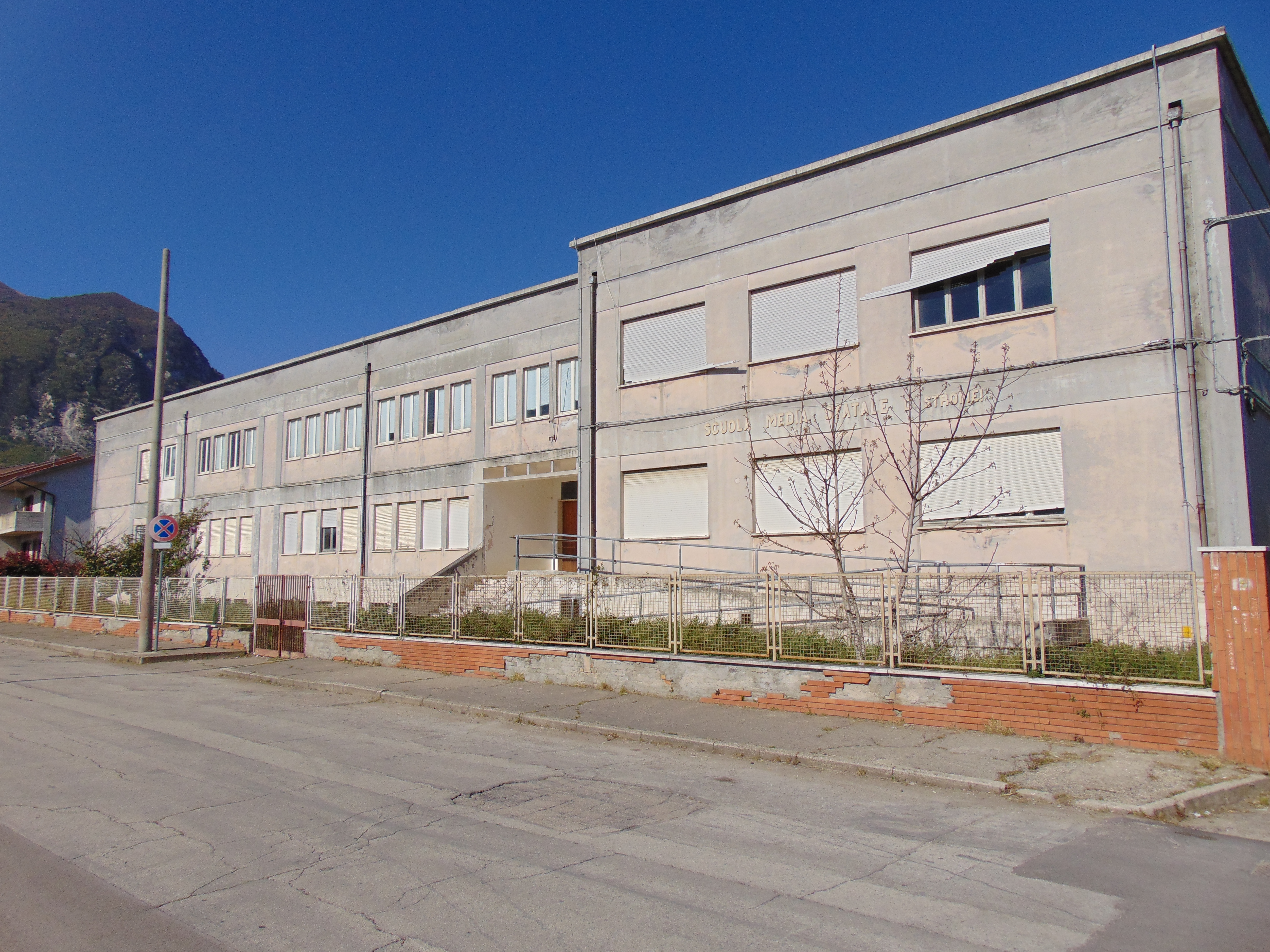
L'ex scuola media Domenico Stromei

Il terremoto dell'Aquila del 2009 ha causato a Tocco danni a diversi aggregati edilizi e singoli edifici, tra i quali sono stati dichiarati inagibili il municipio storico, la Chiesa di Sant'Eustachio e la scuola media Domenico Stromei.
Nel 2016 i terremoti del centro Italia hanno colpito anche Tocco causando danni in paese.